# Elevenszülő gyík

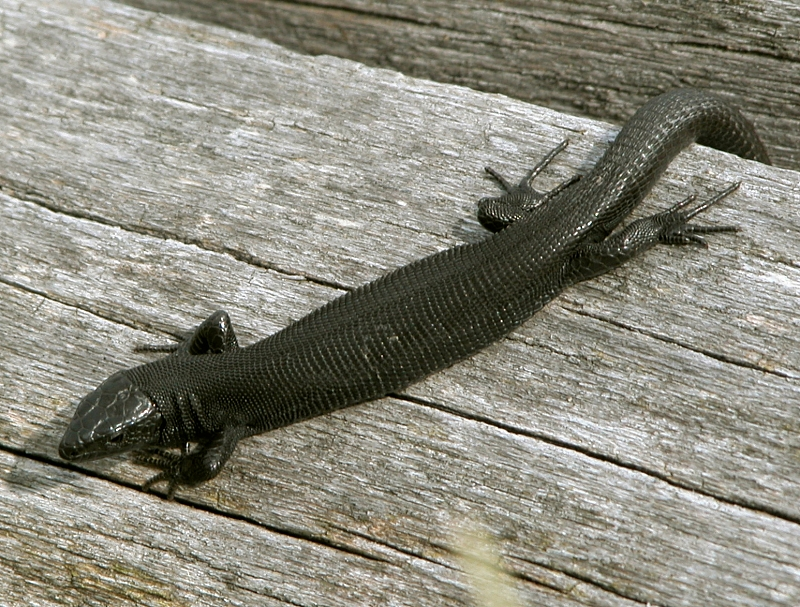
Melanisztikus példány

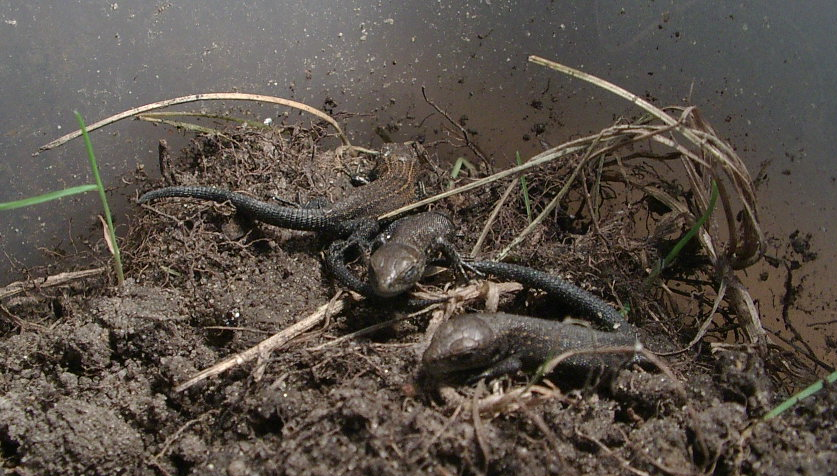
Fiatal elevenszülő gyíkok

Az elevenszülő gyík (Zootoca vivipara) egy eurázsiai hüllőfaj, mely utódait vagy elevenen hozza világra, vagy a tojásokat rak.
Régebben a Lacerta nembe sorolták Lacerta vivipara néven.

## Előfordulása
Eurázsia mérsékelt és hideg égövi területein él északon a 70° szélességi körig. Elterjedésének déli határán, a Balkánon és a Kárpát-medencében jégkorszaki reliktumfaj. Ázsiában az Amur, a Bajkál-tó és Szahalin által határolt régióban találkozhatunk vele. Alapvetően hegyvidéki faj, bár a Bátorligeten, a Hanságban, Szatmár-Beregben és Ócsa – Dabas vidékéről ismert magyarországi állomány síkvidéki jellegű, és a nedves kaszálókon, erdőkben, tőzeglápokon rendezkedik be.

## Megjelenése
A legfeljebb 16-18 centiméteres hosszúságot elérő elevenszülő gyík leginkább a fürge gyíkkal téveszthető össze, mivel mind zömök testalkata, mind barnás színezete nagyon hasonlóvá teszi ez utóbbihoz, főleg a fiatal állatokat. A testhossz 60%-át kitevő farok csak a közepétől kezd vékonyodni, ezért tömzsinek tűnik.
A teljesen fekete melanisztikus példányoktól eltekintve az elevenszülő gyík alapvetően vöröses- vagy szürkésbarna színű. A háton fekete gerinccsík, az oldalon pedig sötét foltokkal váltakozó világossárga pettyek futnak végig. A hasi rész is sötét: vöröses, vagy piszkossárga. A hímek és nőstények alig különböznek egymástól, bár az előbbiek hasa általában narancssárgás vagy vöröses.

## Életmódja
Nyirkos, hideg területen él, ezért gyakran látható kevésbé meleg, borús időben is. Nappal aktív, éjszakára kövek alá vagy rágcsálók ásta üregbe bújik. Táplálékát elsősorban férgek és csigák képezik, de ízeltlábúakat is fogyaszt. Októberben száraz, fagymentes helyre (moha alá, gyökerek közé, a talajba) vonul telelni, ahonnan március-április fordulóján bújik elő.

## Szaporodása
A párzásra májusban kerül sor. Alapvetően álelevenszülőnek tekinthető, a tojások az anyaállat testében fejlődnek, amíg tehát az július-augusztusban le nem rakja őket. Ekkor a 4,5-6 centiméteres kis gyíkok fél órán belül kikelnek, és önálló életet kezdenek. Amennyiben a tojáshéjat már az anya testében felszakítják, akkor az utódokat elevenszülőként hoza világra.

## Védettsége
Állománynagysága nem ismert, de elsősorban élőhelyének pusztulása fenyegeti. Számos természetes ellensége van, melyek közül a keresztes vipera és a rézsikló emelendő ki, de a madarak is előszeretettel vadásznak rá. A kicsinyeket nagyobb ízeltlábúak is elkaphatják. Magyarországon és Ausztria területén a Természetvédelmi Világszövetség által sebezhetőnek nyilvánított Lacerta vivipara pannonica alfaj fordul elő.
Mint minden kétéltű és hüllő, Magyarországon az elevenszülő gyík is védett. Természetvédelmi értékét 100 000 forintban szabták meg.